# Ленонкур
Ленонку́р (фр. Lenoncourt) — коммуна во французском департаменте Мёрт и Мозель, региона Лотарингия. Относится к  кантону Томблен.

## География
Ленонкур расположен в 10 км к востоку от Нанси. Соседние коммуны: Сервиль на севере, Бюиссонкур на северо-востоке, Варанжевиль на юге, Ланёввиль-деван-Нанси и Ар-сюр-Мёрт на юго-западе, Соксюр-ле-Нанси на северо-западе.

## Демография
Население коммуны на 2010 год составляло 592 человека.
| 1962 | 1968 | 1975 | 1982 | 1990 | 1999 | 2010 |
| ---- | ---- | ---- | ---- | ---- | ---- | ---- |
| 379  | 365  | 339  | 317  | 377  | 433  | 592  |